# Véraza
Véraza ist eine französische Gemeinde mit 32 Einwohnern (Stand 1. Januar 2022) im Département Aude in der Region Okzitanien (vor 2016 Languedoc-Roussillon). Sie gehört zum Kanton La Région Limouxine im Arrondissement Limoux. 

## Lage
Das Gemeindegebiet ist Teil des Regionalen Naturparks Corbières-Fenouillèdes.
Nachbargemeinden sind Saint-Polycarpe im Norden, Terroles im Osten, Peyrolles im Süden, Luc-sur-Aude im Südwesten, Alet-les-Bains im Westen sowie Limoux im Nordwesten.

## Bevölkerungsentwicklung
| Jahr      | 1962 | 1968 | 1975 | 1982 | 1990 | 1999 | 2008 | 2019 |
| --------- | ---- | ---- | ---- | ---- | ---- | ---- | ---- | ---- |
| Einwohner | 60   | 42   | 29   | 41   | 48   | 45   | 39   | 33   |